# Alejandro III de Escocia
Alejandro III, llamado el Glorioso (Roxburgo, 4 de septiembre de 1241-19 de marzo de 1286), fue rey de Escocia desde el 6 de julio de 1249 hasta el 19 de marzo de 1286.

## Biografía
Alejandro III era hijo único del rey Alejandro II y de su segunda esposa María de Coucy.
Se convirtió en monarca de Escocia a la edad de ocho años, con motivo del fallecimiento de su padre, el día 8 de julio de 1249, siendo coronado en la Abadía de Scone el 13 de julio de dicho año. Debido a su minoría de edad, se creó un Consejo de Regencia, que pasó a estar formado por los nobles del Reino, con lo que el país entró en un estado de inestabilidad.
Contrajo matrimonio el 26 de diciembre de 1251 en York con Margarita de Inglaterra (1240-1275), hija del rey de Inglaterra Enrique III, con la que tuvo tres hijos:
- Margarita de Escocia, fallecida en 1283, esposa de Erico II de Noruega,[3] quienes fueron los padres de la reina Margarita I.
- Alejandro, fallecido en 1284.
- David, fallecido en 1281.

Su reinado supuso para Escocia una época de desarrollo económico, engrandeciendo además el país mediante la compra a Noruega en 1266 de la isla de Man y de las islas Hébridas, por las que había luchado sin éxito contra los noruegos el año 1263 en la guerra noruego-escocesa, y en especial en la batalla de Largs. Por esos territorios pagó 4000 marcos, además de una renta de duración indefinida de otros 100 marcos anuales.
Diez años después de haber quedado viudo, y no teniendo heredero varón, contrajo nuevo matrimonio en la esperanza de engendrar un heredero. Así pues, se casó el 1 de noviembre de 1285 en Jedburgh con Yolanda de Dreux, hija del conde de Dreux Roberto IV.
Falleció accidentalmente, a la edad de 44 años, a raíz de una caída de caballo cuando se dirigía en una noche tempestuosa al encuentro de su esposa. Fue sucedido por su nieta Margarita.
Fue inhumado en la abadía de Dunfermline.